# 수론적 함수
정수론에서 수론적 함수(數論的函數, 영어: arithmetic/number-theoretic function)는 모든 양의 정수에 대해 정의된 함수이며 복소수 함수값을 가질 수도 있다. 다시 말하면 수론적 함수는 복소수의 수열에 지나지 않는다.
중요한 수론적 함수로 덧셈적 함수와 곱셈적 함수가 있으며, 수론적 함수 사이의 연산으로는 디리클레 합성곱이 중요하다.

## 예시
곱셈적 함수와 덧셈적 함수에 몇몇 수론적 함수의 예가 수록되어 있다. 아래 예들은 곱셈적이지도, 덧셈적이지도 않은 함수들이다.
- c4(n) - n을 음수가 아닌 정수로 표현하는 방법의 가지수. 덧셈의 순서도 구분한다. 예를 들어 다음과 같다.

1 = 12+02+02+02 = 02+12+02+02 = 02+02+12+02 = 02+02+02+12,
그러므로 c4(1)=4.
- P(n), 분할수 - n을 양의 정수의 합으로 나타내는 방법의 수. 여기선 덧셈의 순서를 구분하지 않음. 예를 들어, P(2 · 5) = P(10) = 42 그리고 P(2)P(5) = 2 · 7 = 14 ≠ 42 따 라서 곱셈적 함수가 아님.
- π (n), 소수 계량 함수 - 주어진 n과 같거나 작은 소수의 개수. π(1) = 0 그리고 π(10) = 4 (10 이하의 소수는 2, 3, 5, 7).
- a0(n) - n을 나누는 소수의 합. 또한 sopfr(n)(Sum of the prime factors with repetition)라고도 불림. a0(20) = a0(22 · 5) = 2 + 2+ 5 = 9. (OEIS의 수열 A001414)
- a1(n) - n의 서로 다른 소인수의 합. sopf(n)라고도 불림. a1(1) = 0, a1(20) = 2 + 5 = 7.

## 같이 보기
- 폰 망골트 함수